# Paradysderina
Paradysderina là một chi nhện trong họ Oonopidae.